# WGSBN Bulletin
Le WGSBN Bulletin est la publication officielle de l'Union astronomique internationale (UAI) qui annonce les noms nouveaux ou modifiés des planètes mineures du système solaire (petits corps et, le cas échéant, planètes naines) et de leurs éventuels satellites naturels. Il annonce également les noms nouveaux ou modifiés de comètes, en particulier ceux qui n'ont pas été préalablement annoncés dans les Minor Planet Electronic Circulars.
Il est rédigé par le groupe de travail sur la nomenclature des petits corps (GTNPC ; en anglais Working Group Small Bodies Nomenclature, WGSBN) et collecté dans un ouvrage annuel publié par WGSBN Publishing.

## Objectif
Le WGSBN Bulletin est une publication officielle de l'Union astronomique internationale (UAI), la seule organisation habilitée pour nommer les objets célestes. Ce travail est délégué au groupe de travail sur la nomenclature des petits corps (GTNPC ; en anglais Working Group Small Bodies Nomenclature, WGSBN), le groupe de travail de l'UAI dédié à cette activité.
Le bulletin annonce les noms nouveaux ou modifiés attribués aux petits corps du Système solaire. Il est destiné aux astronomes (professionnels et amateurs) ainsi qu’au grand public. Une citation par corps céleste traité permet de motiver les astronomes et susciter l'intérêt du grand public.
Pour pouvoir être nommée, une planète mineure doit d'abord avoir reçu sa désignation permanente (numéro). Au 1er août 2025, le Centre des planètes mineures recense 1 455 753 planètes mineures, dont 826 864 numérotées. À cette même date, le groupe de travail recense 25 508 planètes mineures nommées.

## Contenu

### Composition
La composition du bulletin est assurée par le groupe de travail sur la nomenclature des petits corps (GTNPC ; en anglais Working Group Small Bodies Nomenclature, WGSBN), qui compte 15 membres : 11 membres votants (dont un président, un vice-président et un secrétaire), certains possiblement tournants (membres pour un an), et quatre membres ex officio, sans droit de vote, à savoir le président et le secrétaire général de l'Union astronomique internationale, un représentant du groupe de travail sur la nomenclature des systèmes planétaires (GTNSP, en anglais WGPSN) et un représentant du Centre des planètes mineures (CPM, en anglais MPC). Ce groupe de travail fonctionnel de l'Union astronomique international est chargé d'attribuer les noms des petits corps du système solaire. Auparavant, ce travail était assuré par le Minor Planet Names Committee (MPNC) puis par le Committee Small Bodies Nomenclature (CSBN). L’attribution officielle du nom du petit corps du Système solaire répond à des règles précises de détection, observation et dénomination,. Il permet d'informer et motiver les astronomes amateurs ou professionnels et d'intéresser le grand public à l'astronomie,.

### Rubriques
Diverses rubriques constituent le bulletin. Elles ne sont pas toujours toutes présentes, selon ce qu'il y a à annoncer.
- Avis éditorial
- Corrections (Errata) concernant les noms et citations
- Correction d'informations de découverte
- Nouveaux noms de planètes mineures approuvés par le WGSBN
  - Nouveau nom du corps associé à son nom de découverte suivi d'un astérisque s'il y a eu un changement depuis sa numérotation et publication
  - date de découverte
  - nom du ou des découvreurs
  - site de découverte
  - code l'observatoire
  - Citation, explications sur le nom du corps et du ou des découvreurs
- Nommages et numérotations récentes des comètes[12]
- Acronymes/sigles et abréviations usuels
- Statistiques et liens
- Membres du groupe de travail

## Publication
Un nouveau numéro est publié toutes les trois semaines environ. Les numéros d'une même année constituent un volume. Les publications annuelles sous forme d'ouvrage sont assurées par  WGSBN Publishing.
| Volume | Année | Nombre de bulletins | Nombre de noms approuvés                            | Nombre total de noms (fin d'année) | Planète mineure illustrant la première page des bulletins      |
| ------ | ----- | ------------------- | --------------------------------------------------- | ---------------------------------- | -------------------------------------------------------------- |
| 1      | 2021  | 13                  | 792                                                 | 22 977                             | (1) Cérès                                                      |
| 2      | 2022  | 16                  | 649                                                 | 23 626                             | (243) Ida et son satellite (243) Ida I Dactyle                 |
| 3      | 2023  | 17                  | 929                                                 | 24 555                             | (486958) Arrokoth                                              |
| 4      | 2024  | 17                  | 444 (+ 2 retraits) + 1 satellite de planète mineure | 24 997                             | (152830) Dinkinesh et son satellite (152830) Dinkinesh I Selam |
| 5      | 2025  | 17                  | 512 (+ 1 retrait)                                   | 25 508                             | (308635) 2005 YU55                                             |